# Un flic pour cible
Pour les articles homonymes, voir Fils de personne.
Pour plus de détails, voir Fiche technique et Distribution.
Un flic pour cible, ou Le fils de personne au Québec (The Son of No One) est un drame biographique américain écrit et réalisé par Dito Montiel et sorti le 6 mai 2011. 

## Synopsis
Jonathan White, un policier (Tatum) est affecté dans un commissariat du Queens, quartier dans lequel il a grandi et jadis tué accidentellement deux dealers. Couvert par l'inspecteur Stanford (Pacino), Jonathan voit une autre partie de son passé remonter à la surface à la suite d'un article de la journaliste locale (Binoche)...

## Fiche technique
- Titres français : Un flic pour cible ( France) et Le fils de personne ( Québec)
- Titre original : The Son of No One
- Réalisation et scénario : Dito Montiel
- Direction artistique : Beth Mickle
- Décors : Michael Ahern
- Costumes :
- Photographie : Benoît Delhomme
- Son :
- Montage : Jake Pushinsky
- Musique : Jonathan Elias et David Wittman
- Production : Avi Lerner, Dito Montiel, John Thompson et Holly Wiersma
- Société(s) de production : Hannibal Pictures, Millennium Films, Nu Image Films, SONO Production et Son Of No One Production
- Société(s) de distribution :   Anchor Bay Films
- Budget :
- Pays d’origine :  États-Unis
- Langue : anglais
- Format : couleur - 35 mm - 2,35 : 1 - son Dolby numérique
- Genre : Film dramatique, Film biographique
- Durée : 94 minutes
- Dates de sortie :
 États-Unis : 28 janvier 2011 (Festival de Sundance), 6 mai 2011 (sortie nationale)
 France : sorti le 1er juin 2012 directement en DVD et Disque Blu-ray

## Distribution
Légende : Version Française = VF, et Version Québécoise = VQ
- Channing Tatum (VF : Axel Kiener ; VQ : Frédérik Zacharek) : Jonathan « Milk » White
  - Jake Cherry (VF : Tom Trouffier ; VQ : Charles Sirard-Blouin) : Jonathan « Milk » White, jeune
- Tracy Morgan (VF : Frantz Confiac ; VQ : Tristan Harvey) : Vincent « Vinnie » Carter
  - Brian Gilbert (VF : Diouc Koma ; VQ : Léo Caron) : Vincent « Vinnie » Carter, jeune
- Katie Holmes (VF : Caroline Victoria ; VQ : Aline Pinsonneault) : Kerry White
- Ray Liotta (VF : Bernard Alane ; VQ : Daniel Picard) : le capitaine Marion Mathers
- Juliette Binoche (VF : Danièle Douet ; VQ : Nathalie Coupal) : Loren Bridges
- Al Pacino (VF : José Luccioni ; VQ : Marc Bellier) : l'inspecteur Charles Stanford
- James Ransone (VF : Donald Reignoux ; VQ : Benoît Éthier) : l'officier Thomas Prudenti
- Ursula Parker (VF : Lou Marais ; VQ : Marine Guérin) : Charlotte « Charlie » White
- Michael Rivera (VF : Nathanel Alimi) : Dominic
- Sean Cregan : Martinez
- Lemon Andersen (en) (VF : Pascal Nowak) : Geronimo
- Simone Joy Jones : Vicky, jeune
- Roger Guenveur Smith (VF : Patrick Borg) : Hanky

## Distinctions

### Nominations
- 7 nominations